# Rico Tipo

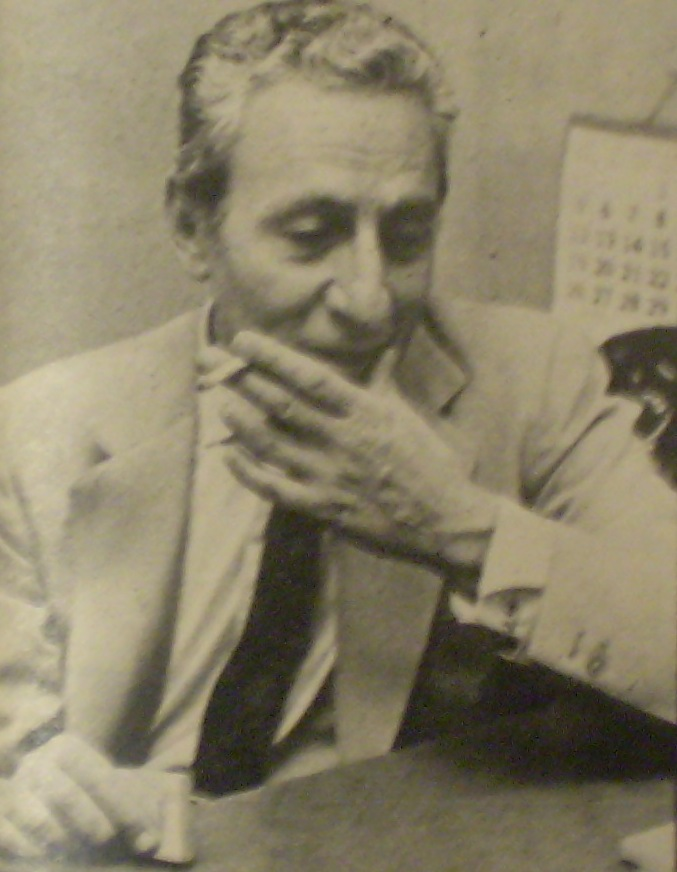
Foto de Rico Tipo

Rico Tipo fue una revista argentina de humor que apareció desde finales de 1944 hasta el año 1972. Fue fundado y dirigido por Guillermo Divito.

## Trayectoria

### Orígenes
José Antonio Guillermo Divito había llegado a muy corta edad a formar parte del equipo estable de Patoruzú, semanario en el que desarrolló sus primeros personajes. Allí comenzó a dibujar sus primeras Chicas. Parece ser que la enorme sensualidad de las formas de estas muchachas no era del agrado del director de la revista, Dante Quinterno, quien le sugería retoques y faldas más largas.
Cansado de estos choques y ante una negativa de aumento de sueldo, Divito se lanzó a crear su propia revista, Rico Tipo, que vio la calle un 16 de noviembre de 1944 y al año siguiente ya rondaba los 350.000 ejemplares de tirada semanal.

### Equipo, secciones y personajes
Divito llevó a Rico Tipo, además de sus Chicas, a toda una saga de personajes que retrataban distintos aspectos reconocibles para el ciudadano medio: Pochita Morfoni, una mujer obesa que sólo piensa en la comida; Fúlmine, un hombre feo y vestido de negro que trae consigo mala suerte y desgracias; Fallutelli, prototipo del empleado adulador del jefe y traidor con sus compañeros; Bómbolo, un gordito bonachón e ingenuo que no sabe entender el sentido figurado y siempre se toma las cosas literalmente; El abuelo, un viejito verde en el fondo inofensivo y enamoradizo de las jovencitas; Gracielita, una niña muy moderna y avispada.
Pero, por sobre todos, siempre destacó El otro yo del Dr. Merengue, "una especie de Mr. Hyde criollo", según lo definió Pablo de Santis en su libro Rico Tipo y las Chicas de Divito. El Dr. Merengue se comportaba según exigen las convenciones sociales más conservadoras: serio, formal, ecuánime, correcto y desapasionado, sin perder jamás la compostura, mientras que su otro yo revelaba en el último cuadrito de la tira los verdaderos sentimientos o pensamientos del doctor.
Además de Divito, por Rico Tipo pasó toda la flor y nata del humor argentino escrito y gráfico de la época, además de formarse las futuras generaciones que hicieron sus primeros pasos allí.
Oscar Conti "Oski", talentoso dibujante que, además de sus páginas de humor gráfico, ilustraba el "diario" Versos y Notisias (así, con "s"), doble página que editaba dentro de la revista el enorme Carlos Warnes, bajo el seudónimo de César Bruto. Era un periódico delirante de noticias absurdas y/o poco relevantes, escritas con una particular ortografía. Warnes también ofrecía páginas con historias diversas que firmaba como Napoleón Verdadero.
Alejandro del Prado "Calé", realizaba la página Buenos Aires en camiseta, que indagaba en las costumbres con tan brillante precisión que aún hoy se pueden reconocer muchos rasgos del porteño medio en sus viñetas y textos. Texto y dibujos estaban realizados con verdadera maestría.
Rodolfo M. Taboada, también se dedicaba al costumbrismo, pero en forma de comentarios en Dos postales por un peso.
Horacio S. Meyrialle, luego guionista destacado de radio y de la primera época de la televisión argentina, realizó Pocholo, prototipo del muchachito "niño de mamá", haragán y exitoso con las mujeres, que gracias a ello siempre sale bien parado de todos los aprietos. Y también Pichuca y yo, crónicas con formato de obra teatral de una página de una pareja que se extendió desde el noviazgo hasta varios años de matrimonio y donde se reflejaban las típicas situaciones de malestar de toda pareja. Escritor prolífico, Meyrialle también aportaba chistes breves y otras colaboraciones bajo los seudónimos Mey y Hacheseme.
Miguel Ángel Bavio Esquiú escribía su Juan Mondiola, al que acompañaba una ilustración de Pedro Seguí, que también dibujaba inquietantes chicas, al igual que Toño Gallo. Dignos alumnos, claro, de Divito.
Abel Ianiro se ocupaba con su técnica magistral de las caricaturas, una de sus obras fue Purapinta.
Joaquín Lavado "Quino", el célebre autor de Mafalda también hizo en Rico Tipo sus primeros pasos.
Tomás Elvino Blanco metamorfoseaba a su manera, letras de tangos.
La revista también tenía una sección de cine, cuyos ácidos comentarios estaban a cargo de Raimundo Calcagno "Calki", y una de carreras a cargo de Bandera Verde.
Finos humoristas de la talla de Juan Ángel Cotta, Aldo Cammarotta o Wimpi escribieron páginas memorables.
La lista de humoristas escritos y dibujantes se hace interminable: Alfredo Levalle, Rafael Martínez, Billy Kerosene, Adolfo Mazzone, Guillermo Guerrero, Faruk, y tantos otros nutrieron los 28 años de vida de Rico Tipo.

### El apogeo
Rico Tipo tuvo dos décadas de gloria: 1940 y 1950. En ellas su tirada y aceptación popular fueron masivas.
La gente adulta se reconocía en sus páginas y en sus personajes y gozaba de ese humor donde las pasiones y la sensualidad no estaban del todo ausentes.
Las Chicas de Divito, sobre todo, lanzaban un mensaje de desparpajo que la distinguía de otras publicaciones que buscaban ser más familiares. La revista alcanzó tal éxito y popularidad que llegó a imponer la moda de la Buenos Aires de su época. Las mujeres querían parecerse a las Chicas de Divito que frecuentemente aparecían en las tapas de la revista. Los hombres soñaban con ese modelo de mujer y también adoptaban los vestuarios de los personajes masculinos que Divito dibujaba: trajes cruzados con chaquetas muy largas y con muchos botones.
Las sastrerías sacaban cada temporada "trajes Divito" y hasta hubo "muñecas Divito", como un anticipo de lo que hoy es el merchandising.

### El declive y la desaparición
La liberalidad sexual que empieza a manifestarse a finales de la década del sesenta comenzaron a debilitar la influencia de la revista. Los sucesos políticos en el país, asimismo, requerían la mirada hacia esos temas, tan lejanos a Divito. El destino de la publicación hacia finales de los sesenta hubiese sido cambiar su estilo o desaparecer. Divito, muerto en 1969, no llegó a ver la desaparición de su revista, que se produjo tres años más tarde, ni un cambio de estilo que seguramente no le hubiese gustado.

## Importancia
Junto con Patoruzú y Satiricón fueron las revistas que impulsaron el humor gráfico en la Argentina. Justamente, y juzgando a la distancia, el papel que le cupo a Rico Tipo fue el de cubrir con enorme éxito una larga etapa de cambio de costumbres que explican la abismal diferencia entre Patoruzú y Satiricón en apenas 36 años entre la salida de una y otra, y entre las que Rico Tipo fue la adecuada transición. La primera revista humorística de gran éxito (Patoruzú, aparecida a fines de 1936), más formal y recatada, se continúa en Rico Tipo con un humor más desenfadado y con menos ataduras a la moral de la época, que desembocó en la aparición a finales de 1972 de Satiricón, mensuario que a pesar de su corta vida desarrolló ya todas las formas y temáticas del humor gráfico actual.